# Cyclanthera tenuisepala
Cyclanthera tenuisepala är en gurkväxtart som beskrevs av Célestin Alfred Cogniaux. Cyclanthera tenuisepala ingår i släktet springgurkor, och familjen gurkväxter. Inga underarter finns listade i Catalogue of Life.